# Poliziotti (film 1922)
Poliziotti (Cops) è un film del 1922 diretto da Edward F. Cline e Buster Keaton.
È uno dei cortometraggi più iconici e brillantemente costruiti di Keaton.
Nel 1997 è stato scelto per la conservazione nel National Film Registry della Biblioteca del Congresso degli Stati Uniti.

## Trama
Una ragazza (Virginia Fox) parla con un giovane (Buster Keaton) dietro delle sbarre e, salutandolo, gli dice che non lo sposerà fin quando egli non diventerà un grande uomo d'affari. Allontanatasi la ragazza, vediamo che Buster non è in galera, come le prime inquadrature facevano pensare ma solo al di là del cancello della villa dove abita la ragazza. Poco dopo Buster trova un portafoglio in strada e lo restituisce al possessore, il corpulento capo (Joe Roberts) della polizia che invece di ringraziarlo lo tratta in malo modo. Ne segue un parapiglia al termine del quale l'auto su cui viaggia il capo della polizia si allontana. Ben presto l'uomo scopre di non avere più il portafoglio, ritrovato nuovamente da Buster, allora fa tornare indietro l'auto e strappa il portafogli dalle mani di Buster ma dentro non vi sono più le banconote. Tornato di nuovo indietro, il capo della polizia si perde Buster ed anche l'auto che lo lascia a piedi. Buster, infatti, si era allontanato in taxi e al momento di pagare con le banconote prese dal portafogli del capo della polizia viene visto da un truffatore (Edward F. Cline) che gli vende un carico di vecchi mobili che Buster acquista, insieme ad un ronzino, vedendovi l'occasione per entrare in affari, così come voleva la sua fidanzata. Dopo alcune disavventure con il cavallo, Buster finisce con il suo carro proprio nel mezzo della sfilata annuale delle forze di polizia. Un terrorista dai tetti lancia una bomba contro i poliziotti ma essa termina nel carro di Buster che usa la miccia accesa per accendersi una sigaretta. Poi l'ingenuo giovanotto lascia cadere l'ordigno che esplode ma senza fare vittime. Costretto alla fuga perché ritenuto responsabile dell'esplosione, Buster perde dapprima il carro che si distrugge in un incidente e poi deve vedersela con tutti gli agenti della città che lo vogliono arrestare. Riuscirà ad avere la meglio travestendosi da poliziotto e rinchiudedo quelli veri in prigione ma solo momentaneamente perche verrà acciuffato dagli agenti. Il film si conclude con la scritta "The End" su una lapide con il cappello "pork pie" di Keaton appoggiato su di essa. 

## Produzione
Questo film in stile kafkiano è stato girato durante il processo per stupro e omicidio di Fatty Arbuckle, una circostanza che potrebbe aver influenzato il tono di irrequietezza del cortometraggio. Anche se le intenzioni del personaggio centrale sono buone, non può vincere, non importa quanto inventivamente ci provi. Durante il film entra in vari scontri con gli agenti di polizia. Alla fine, lancia inconsapevolmente una bomba in una parata della polizia e finisce per essere inseguito da un'orda di poliziotti.

## Conservazione
Copia della pellicola (35 mm) si trova conservata negli archivi del Cohen Media Group (Raymond Rohauer collection).